# 日本原子力学会
一般社団法人日本原子力学会（にほんげんしりょくがっかい、英: Atomic Energy Society of Japan、略称: AESJ）は、1959年に設立された原子力および放射線の平和利用に関する学術および技術の進歩を図り、その成果と普及を進め、環境の保全と社会の発展に寄与することを目的とする学会である。

## 沿革
- 1956年 - 日本学術会議原子力特別委員会発足
- 1957年,1958年 - 2回にわたり、日本学術会議および30以上の学協会が共催して「原子力シンポジウム」を開催。さらに、日本原子力研究所（現：日本原子力研究開発機構）を始め研究施設が順次充実し、原子力産業界も準備時代から実行の段階に入ったことから、1959年の「第3回原子力シンポジウム」開催前に、日本学術会議原子力特別委員会が学会設置の呼びかけを行う。
- 1959年1月 - 大学、研究機関等の学界と、原子力産業界の有志代表とからなる発起人会において、日本原子力学会の構想を決定[1]
- 1959年2月14日 - 設立総会開催[2]
- 1959年 - 日本原子力学会誌（ATOMOΣ）創刊
- 1960年 - 第1回原子力研究総合発表会開催
- 1963年 - 第1回原子力総合シンポジウム開催
- 1964年 - Journal of Nuclear Science and Technology（英文論文誌）創刊
- 1969年 - 第1回日本原子力学会賞贈呈
- 1979年 - 日米欧原子力学生国際交流事業開始
- 1991年 - 環太平洋原子力協議会（PNC）、国際原子力学会協議会（INSC）に加盟
- 1999年 - 標準委員会設立
- 2001年 - 和文論文誌創刊
- 2001年 - 第43回通常総会で倫理規定を制定[1]
- 2011年4月1日 - 一般社団法人に移行
- 2012年 - 東京電力福島第一原子力発電所事故に関する調査委員会発足
- 2012年 - 福島特別プロジェクト設立
- 2014年3月8日 - 約1年半かけて調査した「福島第一原子力発電所事故に関する調査委員会」の最終報告
- 2014年 - 廃炉検討委員会発足
- 2019年 - 創立60年シンポジウム開催

## 組織
- 事務局所在地：〒105-0004 東京都港区新橋2-3-7 新橋第二中ビル3階[3]
- 支部：北海道支部、東北支部、北関東支部、関東・甲越支部、中部支部、関西支部、中国・四国支部、九州支部[4]

## 海外学会との協定
- 13学協会との協力協定を締結
- フランス原子力学会	1996/05/29
- カナダ原子力学会	1998/02/19
- 米国原子力学会	1999/04/15
- ハンガリー原子力学会	2000/03/03
- チェコ原子力学会	2001/11/20
- 中国核学会	2004/06/01
- 韓国原子力学会	2004/09/06
- オーストラリア原子力協会	2004/10/01
- 英国原子力学会	2005/04/19
- ベトナム原子力学会・ベトナム原子力協会	2011/12/26
- カザフスタン原子力学会	2012/02/20
- インド原子力学会	2013/09/06
- マレーシア原子力学会	2017/07/27

## 刊行物
- 日本原子力学会誌『ATOMOΣ』
- Journal of Nuclear Science and Technology（JNST）
- 日本原子力学会和文論文誌
- 『核データニュース』（核データ部会）

## 歴代会長
1. 茅誠司
2. 菊池正士
3. 瀬藤象二
4. 一本松珠璣
5. 大山松次郎
6. 矢木栄
7. 武田栄一
8. 宗像英二
9. 伏見康治
10. 大山義年
11. 山本賢三
12. 山本賢三
13. 伊藤俊夫
14. 山本寛
15. 藤波恒雄
16. 堀一郎
17. 三島良績
18. 伊原義徳
19. 飯田孝三
20. 内藤奎爾
21. 林政義
22. 秋山守
23. 住田健二
24. 成合英樹
25. 齋藤伸三
26. 宅間正夫
27. 芹澤昭示
28. 田中俊一
29. 河原暲
30. 岡芳明
31. 横溝英明
32. 辻倉米蔵
33. 田中知
34. 野村茂雄
35. 堀池寛
36. 藤田玲子
37. 上塚寛
38. 上坂充
39. 駒野康男
40. 岡嶋成晃
41. 中島健 (工学者)
42. 山口彰 (工学者)
43. 川村愼一 (工学者)
44. 新堀雄一 (工学者)